# Памятник Тарасу Шевченко (Николаев)
Памятник Т. Г. Шевченко в Николаеве расположен в центре сквера имени Шевченко.
Памятник создан в 1958 году скульптором И. Дыбой. 5 октября 1985 года памятник отреставрирован и открыт вновь. Скульптор А. А. Ковальчук, архитектор В. В. Щедров, художник В. Г. Пахомов, рабочие Ю. И. Гайда и В. Т. Бережной.